# Markéta Šišková
Markéta Šišková (* 1962, Praha) je česká grafička, ilustrátorka a animátorka. Roku 1994 úspěšně ukončila studium na Vysoké škole uměleckoprůmyslové v Praze pod vedením profesorů Jiřího Mikuly a Jiřího Šalamouna. Působí jako animátorka v Krátkém filmu Praha a věnuje se knižní grafice.

## Z knižních ilustrací
- Marie-Catherine d’Aulnoy: Modrý pták (1997).
- Václav Čtvrtek: O hajném Robátkovi a jelenu Větrníkovi (2000).
- Tonke Dragtová: Dopis pro krále (2000).
- Vladimír Hulpach: Rytířské legendy (1997).
- Elaine Lobl Konigsburgová: Čarodějka Jennifer (1996).
- Marie Novotná: Dědeček vypráví pohádky (1997).